# Bokhara River
Der Bokhara River ist ein Fluss im Osten Australiens.
Zusammen mit dem Culgoa River, dem Narran River und dem Birrie River geht er im Südwesten des Bundesstaates Queensland bei Dirranbandi aus der Flussaue des Balonne River hervor und überquert bei der Kleinstadt Hebel die Grenze nach New South Wales. Am östlichen Flussufer liegt die Kleinstadt Goodooga. Von dort fließt der Fluss weiter nach Südwesten und mündet schließlich unterhalb Brewarrina in den Barwon River, einen Quellfluss des Darling River.